# Pomnik Oficerskiej Szkoły Marynarki Wojennej w Toruniu
Pomnik Oficerskiej Szkoły Marynarki Wojennej w Toruniu – pomnik znajdujący się na Bulwarze Filadelfijskim w Toruniu, w pobliżu dawnych Koszar Racławickich. Upamiętnia on działalność Oficerskiej Szkoły Marynarki Wojennej (ob. Akademii Marynarki Wojennej im. Bohaterów Westerplatte). Autorami pomnika są Ewelina Szczech-Siwicka i Henryk Siwicki. Pomnik stanowi dwutonowa kotwica okrętowa, ustawiona na betonowym postumencie. Nieznane jest pierwotne pochodzenie kotwicy. Na wschodniej ścianę postumentu umieszczono napis: W PIĘĆDZIESIĄTĄ ROCZNICĘ POWSTANIA PIERWSZEJ POLSKIEJ SZKOŁY MARYNARKI WOJENNEJ – SPOŁECZEŃSTWO MIASTA TORUNIA 1972 ROK. Pomnik ustawiono w 1972 roku. W listopadzie 2012 roku na obelisku odsłonięto dodatkową tablicę pamiątkową, sfinansowaną przez społeczność Akademii Marynarki Wojennej im. Bohaterów Westerplatte. 